# Милан Благоєвич
Милан Благоєвич (англ. Milan Blagojevic, нар. 24 грудня 1969, Сідней) — австралійський футболіст сербського походження, що грав на позиції захисника. По завершенні ігрової кар'єри — тренер.
Виступав, зокрема, за клуби «Жерміналь-Екерен», «Геренвен» та «Ньюкасл Юнайтед Джетс», а також національну збірну Австралії.

## Клубна кар'єра
Розпочав грати у футбол за команду «Авала Сідней», засновану сербськими мігрантами, що грала на регіональному рівні. У 1988 році він приєднався до команди «АПІА Лейхгардт» з Національної футбольної ліги, вищого дивізіону країни, де провів три сезони.
1992 року Милан відправився до Європи, де грав за бельгійський «Жерміналь-Екерен» та нідерландський «Геренвен», але закріпитись не зумів і 1995 року він повернувся до Австралії, де став гравцем команди НФЛ «Гайдельберг Юнайтед».
У 1996 році він перейшов до «Сідней Олімпіка», також з НФЛ, де провів два сезони, після чого відправився до Малайзії і недовго грав за місцевий «Джохор Дарул Тазім», але незабаром повернувся у «Сідней Олімпік», провівши сезон 1998/99, по завершенні якого два роки захищав кольори клубу «Парраматта Пауер».
2001 року перейшов до клубу «Ньюкасл Юнайтед Джетс», за який відіграв 3 сезони. Завершив професійну кар'єру футболіста виступами за команду «Ньюкасл Юнайтед Джетс» у 2004 році, коли Національна футбольна ліга припинила своє існування.

## Виступи за збірну
У 1992 році в складі олімпійської збірної Австралії Благоєвич взяв участь у Олімпійських іграх у Барселоні, посівши з командою 4 місце.
14 червня 1991 року дебютував в офіційних іграх у складі національної збірної Австралії в товариському матчі проти Південної Кореї (0:0).
У складі збірної був учасником Кубка націй ОФК 1996 року, ставши континентальним чемпіоном, а також Кубка націй ОФК 2002 року у Новій Зеландії, де разом з командою здобув «срібло».
Всього протягом кар'єри у національній команді, яка тривала 12 років, провів у її формі 19 матчів.

## Тренерська кар'єра
Після завершення ігрової кар'єри Благоєвич очолив команду, у якій розпочинав і ігрову кар'єру, яка змінила назву на «Боннірігг Вайт Іглз», після чого тренував «Блектаун Сіті» в сезоні 2005/06 Прем'єр-ліги Нового Південного Уельсу.
В подальшому у 2008–2009 тренував «Сідней Олімпік», що грав у цьому ж турнірі.

## Титули і досягнення
- Володар Кубка націй ОФК: 1996
- Фіналіст Кубка націй ОФК: 2002